# René Goguen
René Goguen (Moncton, 15 december 1983), beter bekend als René Duprée, is een Canadees bodybuilder en professioneel worstelaar die vooral bekend is van zijn tijd bij World Wrestling Entertainment.

## In worstelen
- Finishers
  - Bonaparte Bomb (Hustle) / Duprée Bomb (WWE / Independent circuit)
  - Bonne Nuit
  - Cobra clutch slam
  - Loire Valley Driver / New Brunswick Driver

- Signature moves
  - Bridging fisherman suplex
  - Double knee backbreaker
  - French Tickler
  - Rolling neck snap
  - Running neckbreaker
  - Standing or a spinning spinebuster

- Managers
  - Hiroko Suzuki
  - Dawn Marie

## Erelijst

### Bodybuilding
- Mr. Canada Bodybuilding National Champion (2001)

### Professioneel worstelen
- American Wrestling Rampage
  - AWR World Championship First (1 keer)

- World Wrestling Entertainment
  - WWE World Tag Team Championship (1 keer met Sylvain Grenier)
  - WWE Tag Team Championship (1 keer met Kenzo Suzuki)

- Wrestling Observer Newsletter awards
  - Worst Tag Team (2003) met Sylvain Grenier